# Bessans
Bessans és un municipi francès situat al departament de la Savoia i a la regió d'Alvèrnia-Roine-Alps. L'any 2007 tenia 338 habitants.

## Demografia

### Població
El 2007 la població de fet de Bessans era de 338 persones. Hi havia 160 famílies de les quals 64 eren unipersonals (20 homes vivint sols i 44 dones vivint soles), 44 parelles sense fills, 44 parelles amb fills i 8 famílies monoparentals amb fills.
La població ha evolucionat segons el següent gràfic:
Habitants censats

### Habitatges
El 2007 hi havia 814 habitatges, 157 eren l'habitatge principal de la família, 634 eren segones residències i 23 estaven desocupats. 213 eren cases i 600 eren apartaments. Dels 157 habitatges principals, 126 estaven ocupats pels seus propietaris, 22 estaven llogats i ocupats pels llogaters i 10 estaven cedits a títol gratuït; 5 tenien una cambra, 17 en tenien dues, 47 en tenien tres, 44 en tenien quatre i 46 en tenien cinc o més. 120 habitatges disposaven pel capbaix d'una plaça de pàrquing. A 72 habitatges hi havia un automòbil i a 56 n'hi havia dos o més.

### Piràmide de població
La piràmide de població per edats i sexe el 2009 era:
| Homes | Edats   | Dones |
| ----- | ------- | ----- |
| 0     | 95 o +  | 0     |
| 4     | 90 a 94 | 0     |
| 0     | 85 a 89 | 0     |
| 0     | 80 a 84 | 0     |
| 4     | 75 a 79 | 8     |
| 12    | 70 a 74 | 4     |
| 8     | 65 a 69 | 8     |
| 8     | 60 a 64 | 4     |
| 12    | 55 a 59 | 12    |
| 8     | 50 a 54 | 12    |
| 12    | 45 a 49 | 20    |
| 8     | 40 a 44 | 16    |
| 12    | 35 a 39 | 8     |
| 4     | 30 a 34 | 20    |
| 8     | 25 a 29 | 12    |
| 8     | 20 a 24 | 4     |
| 12    | 15 a 19 | 8     |
| 16    | 10 a 14 | 8     |
| 8     | 5 a 9   | 12    |
| 12    | 0 a 4   | 0     |

## Economia
El 2007 la població en edat de treballar era de 213 persones, 162 eren actives i 51 eren inactives. De les 162 persones actives 160 estaven ocupades (90 homes i 70 dones) i 2 estaven aturades (1 home i 1 dona). De les 51 persones inactives 26 estaven jubilades, 12 estaven estudiant i 13 estaven classificades com a «altres inactius».

### Ingressos
El 2009 a Bessans hi havia 151 unitats fiscals que integraven 329,5 persones, la mediana anual d'ingressos fiscals per persona era de 16.007 €.

### Activitats econòmiques
Dels 63 establiments que hi havia el 2007, 2 eren d'empreses alimentàries, 6 d'empreses de construcció, 11 d'empreses de comerç i reparació d'automòbils, 2 d'empreses de transport, 17 d'empreses d'hostatgeria i restauració, 1 d'una empresa financera, 7 d'empreses immobiliàries, 1 d'una empresa de serveis, 15 d'entitats de l'administració pública i 1 d'una empresa classificada com a «altres activitats de serveis».
Dels 13 establiments de servei als particulars que hi havia el 2009, 1 era una oficina de correu, 6 paletes, 5 restaurants i 1 agència immobiliària.
Dels 10 establiments comercials que hi havia el 2009, 1 era una botiga de més de 120 m², 1 una botiga de menys de 120 m², 1 una fleca, 1 una carnisseria, 1 una llibreria i 5 botigues de material esportiu.
L'any 2000 a Bessans hi havia 18 explotacions agrícoles que ocupaven un total de 1.287 hectàrees.

## Equipaments sanitaris i escolars
El 2009 hi havia una escola elemental.

## Poblacions més properes
El següent diagrama mostra les poblacions més properes.